# Brani musicali al numero uno in Italia (2014)
La presente lista elenca le canzoni che hanno raggiunto la prima posizione nella classifica settimanale italiana Top Singoli, stilata durante il 2014 dalla Federazione Industria Musicale Italiana, in collaborazione con la GfK Retail and Technology Italia.
| settimana                                | Brano                             | Artista/i                                            | Totale settimane al numero 1 |
| ---------------------------------------- | --------------------------------- | ---------------------------------------------------- | ---------------------------- |
| Settimana 1 (30 dicembre 2013-5 gennaio) | Jubel                             | Klingande                                            | 6                            |
| Settimana 2 (6 gennaio-12 gennaio)       | Jubel                             | Klingande                                            | 6                            |
| Settimana 3 (13 gennaio-19 gennaio)      | Jubel                             | Klingande                                            | 6                            |
| Settimana 4 (20 gennaio-26 gennaio)      | Jubel                             | Klingande                                            | 6                            |
| Settimana 5 (27 gennaio-2 febbraio)      | Jubel                             | Klingande                                            | 6                            |
| Settimana 6 (3 gennaio-9 febbraio)       | Jubel                             | Klingande                                            | 6                            |
| Settimana 7 (10 febbraio-16 febbraio)    | Happy                             | Pharrell Williams                                    | 10                           |
| Settimana 8 (17 febbraio-23 febbraio)    | Controvento                       | Arisa                                                | 2                            |
| Settimana 9 (24 febbraio-2 marzo)        | Controvento                       | Arisa                                                | 2                            |
| Settimana 10 (3 marzo-9 marzo)           | Happy                             | Pharrell Williams                                    | 10                           |
| Settimana 11 (10 marzo-16 marzo)         | Happy                             | Pharrell Williams                                    | 10                           |
| Settimana 12 (17 marzo-26 marzo)         | Happy                             | Pharrell Williams                                    | 10                           |
| Settimana 13 (24 marzo-30 marzo)         | Happy                             | Pharrell Williams                                    | 10                           |
| Settimana 14 (31 marzo-6 aprile)         | Happy                             | Pharrell Williams                                    | 10                           |
| Settimana 15 (7 aprile-13 aprile)        | Happy                             | Pharrell Williams                                    | 10                           |
| Settimana 16 (14 aprile-20 aprile)       | Happy                             | Pharrell Williams                                    | 10                           |
| Settimana 17 (21 aprile-27 aprile)       | Happy                             | Pharrell Williams                                    | 10                           |
| Settimana 18 (28 aprile-4 maggio)        | A Sky Full of Stars               | Coldplay                                             | 4                            |
| Settimana 19 (5 maggio-11 maggio)        | Happy                             | Pharrell Williams                                    | 10                           |
| Settimana 20 (12 maggio-18 maggio)       | A Sky Full of Stars               | Coldplay                                             | 4                            |
| Settimana 21 (19 maggio-25 maggio)       | A Sky Full of Stars               | Coldplay                                             | 4                            |
| Settimana 22 (26 maggio-1º giugno)       | Anche se fuori è inverno          | Deborah Iurato                                       | 1                            |
| Settimana 23 (2 giugno-8 giugno)         | Weekend                           | Club Dogo                                            | 1                            |
| Settimana 24 (9 giugno-15 giugno)        | Maracanã                          | Emis Killa                                           | 3                            |
| Settimana 25 (16 giugno-22 giugno)       | Splendida ostinazione             | Marco Carta                                          | 1                            |
| Settimana 26 (23 giugno-29 giugno)       | Maracanã                          | Emis Killa                                           | 3                            |
| Settimana 27 (30 giugno-6 luglio)        | A Sky Full of Stars               | Coldplay                                             | 4                            |
| Settimana 28 (7 luglio-13 luglio)        | Maracanã                          | Emis Killa                                           | 3                            |
| Settimana 29 (14 luglio-20 luglio)       | Hideaway                          | Kiesza                                               | 1                            |
| Settimana 30 (21 luglio-27 luglio)       | Fragili                           | Club Dogo feat Arisa                                 | 1                            |
| Settimana 31 (28 luglio-3 agosto)        | Il mio giorno più bello nel mondo | Francesco Renga                                      | 1                            |
| Settimana 32 (4 agosto-10 agosto)        | Prayer in C (Robin Schulz Remix)  | Lilly Wood and the Prick                             | 3                            |
| Settimana 33 (11 agosto-17 agosto)       | Prayer in C (Robin Schulz Remix)  | Lilly Wood and the Prick                             | 3                            |
| Settimana 34 (18 agosto-24 agosto)       | Prayer in C (Robin Schulz Remix)  | Lilly Wood and the Prick                             | 3                            |
| Settimana 35 (25 agosto-31 agosto)       | Bailando                          | Enrique Iglesias feat Descemer Bueno & Gente de Zona | 13                           |
| Settimana 36 (1º settembre-7 settembre)  | Bailando                          | Enrique Iglesias feat Descemer Bueno & Gente de Zona | 13                           |
| Settimana 37 (8 settembre-14 settembre)  | Bailando                          | Enrique Iglesias feat Descemer Bueno & Gente de Zona | 13                           |
| Settimana 38 (15 settembre-21 settembre) | Bailando                          | Enrique Iglesias feat Descemer Bueno & Gente de Zona | 13                           |
| Settimana 39 (22 settembre-28 settembre) | Bailando                          | Enrique Iglesias feat Descemer Bueno & Gente de Zona | 13                           |
| Settimana 40 (29 settembre-5 ottobre)    | Bailando                          | Enrique Iglesias feat Descemer Bueno & Gente de Zona | 13                           |
| Settimana 41 (6 ottobre-12 ottobre)      | Bailando                          | Enrique Iglesias feat Descemer Bueno & Gente de Zona | 13                           |
| Settimana 42 (13 ottobre-19 ottobre)     | Bailando                          | Enrique Iglesias feat Descemer Bueno & Gente de Zona | 13                           |
| Settimana 43 (20 ottobre-26 ottobre)     | Bailando                          | Enrique Iglesias feat Descemer Bueno & Gente de Zona | 13                           |
| Settimana 44 (27 ottobre-2 novembre)     | Bailando                          | Enrique Iglesias feat Descemer Bueno & Gente de Zona | 13                           |
| Settimana 45 (3 novembre-9 novembre)     | Bailando                          | Enrique Iglesias feat Descemer Bueno & Gente de Zona | 13                           |
| Settimana 46 (10 novembre-16 novembre)   | Bailando                          | Enrique Iglesias feat Descemer Bueno & Gente de Zona | 13                           |
| Settimana 47 (17 novembre-23 novembre)   | Bailando                          | Enrique Iglesias feat Descemer Bueno & Gente de Zona | 13                           |
| Settimana 48 (24 novembre-30 novembre)   | Guerriero                         | Marco Mengoni                                        | 1                            |
| Settimana 49 (1º dicembre-7 dicembre)    | The Reason Why                    | Lorenzo Fragola                                      | 2                            |
| Settimana 50 (8 dicembre-14 dicembre)    | The Reason Why                    | Lorenzo Fragola                                      | 2                            |
| Settimana 51 (15 dicembre-21 dicembre)   | Magnifico                         | Fedez feat Francesca Michielin                       | 1                            |
| Settimana 52 (22 dicembre-28 dicembre)   | Take Me to Church                 | Hozier                                               | 7                            |

- Bailando di Enrique Iglesias in collaborazione con Descemer Bueno e i Gente de Zona, con 13 settimane consecutive di permanenza alla numero uno, è il singolo che ha passato più tempo in vetta alla classifica nel 2014.

## Classifica fine anno
| Brano                      | Artista/i                                            | Certificazione |
| -------------------------- | ---------------------------------------------------- | -------------- |
| Bailando                   | Enrique Iglesias feat. Descemer Bueno & Gente D'Zona | 9 Platino      |
| Happy                      | Pharrell Williams                                    | 6 Platino      |
| Jubel                      | Klingande                                            | 5 Platino      |
| Rather Be                  | Clean Bandit feat. Jess Glynne                       | 4 Platino      |
| A Sky Full of Stars        | Coldplay                                             | 5 Platino      |
| Prayer in C                | Lilly Wood and the Prick feat Robin Schulz           | 5 Platino      |
| Demons                     | Imagine Dragons                                      | 5 Platino      |
| Let Her Go                 | Passenger                                            | 6 Platino      |
| Summer                     | Calvin Harris                                        | 4 Platino      |
| Waves (Robin Schulz remix) | Mr Probz                                             | 4 Platino      |

Fonte